# Aïn Zerga
Aïn Zerga (în arabă عين الزرقاء) este o comună din provincia Tébessa, Algeria.
Populația comunei este de 20.170 de locuitori (2008).